# Chico Cervantes
José Francisco Cervantes Moreno, más conocido como Chico Cervantes (Magangué, 7 de mayo de 1942-Cartagena, 20 de agosto de 2015), fue un compositor, cantante y acordeonero colombiano.

## Biografía
Chico Cervantes nació en Magangué pero se trasladó a Sincelejo a estudiar el canto. Se dio a conocer con su propia agrupación y a nivel internacional con la prestigiosa agrupación Los Corraleros de Majagual, en la cual compartió escenario con artistas de la talla de Alfredo Gutiérrez, Lisandro Meza, Calixto Ochoa, Julio Ernesto Estrada "Fruko", César Castro, entre otros.
Estuvo en muchas giras en toda Colombia y países como Estados Unidos, Canadá, Ecuador, México, Venezuela, Panamá y El Salvador. Entre sus composiciones se destacan los temas: Ella y yo, grabada por los Melódicos, Regreso a mi pueblo, con Alfredo Gutiérrez tocando la acordeón, Sentimiento de Amigo, grabado por Pastor López, Nostalgia Campesina, grabada recientemente por Beto Zabaleta y Emiliano Zuleta y que tiene por lo menos 25 grabaciones de artistas sobresalientes en sus respectivos países.
Entre sus logros, se encuentra su reconocido grito: Nos fuimos pa´ Magangué, que ha dado a conocer su pueblo de nacimiento en gran parte de Latinoamérica. Otro de sus logros es componer la música del himno de Magangué, y haber grabado no menos de 10 composiciones en honor a su ciudad natal. Ha incursionado en la música cristiana, lo cual le ha permitido cantar y predicar la palabra de Dios que lo ha llevado a seguir recorriendo el mundo. Fue invitado para grabar una producción cristiana, estilo corralero, al lado de acordeonistas famosos como Bolañito, Pangue Maestre y Omar Geles. Chico Cervantes falleció el día 20 de agosto de 2015 en una clínica en Cartagena de Indias a los 73 años tras sufrir recaídas de su salud.